# Zo (Bot)
Zo war ein englischsprachiger Chatbot mit künstlicher Intelligenz, der von Microsoft entwickelt wurde. Er war der Nachfolger des Chatbots Tay. Zo war eine englische Version von Microsofts anderen erfolgreichen Chatbots Xiaoice (China) und Rinna (りんな (人工知能)) (Japan).

## Geschichte
Zo wurde erstmals im Dezember 2016 auf der Kik-Messenger-App eingesetzt. Es stand auch Nutzern von Facebook (über Messenger), der Gruppenchat-Plattform GroupMe oder Anhängern von Twitter zur Verfügung, um mit ihm über private Nachrichten zu chatten.
In einem Bericht von BuzzFeed News sagte Zo dem Reporter, dass „[der] Koran gewalttätig“ sei, wenn es um das Gesundheitswesen gehe. In dem Bericht wurde auch hervorgehoben, wie Zo einen Kommentar über die Ergreifung von Osama bin Laden als Ergebnis von „nachrichtendienstlichen“ Informationen abgab.
Im Juli 2017 fragte Business Insider „Ist Windows 10 gut?“, und Zo antwortete mit einem Witz über Microsofts Betriebssystem: „It's not a bug, it's a feature! – Windows 8.“ Sie fragten dann „warum“, worauf Zo antwortete: „Weil es der neueste Versuch von Windows ist, Spyware zu entwickeln.“ Später erzählte Zo, dass er Windows 7, auf dem er läuft, gegenüber Windows 10 bevorzugt.
Im April 2019 wurde Zo auf mehreren Plattformen abgeschaltet.

## Rezeption
Zo wurde wegen der Vorurteile kritisiert, mit denen versucht wird, potenziell anstößige Themen zu vermeiden. Der Chatbot weigert sich zum Beispiel, auf jede Erwähnung – ob positiv, negativ oder neutral – des Nahen Ostens, des Korans oder der Thora einzugehen, lässt aber Diskussionen über das Christentum zu. In einem Artikel in Quartz, in dem sie diese Vorurteile aufdeckte, schrieb Chloe Rose Stuart-Ulin: „Zo ist politisch korrekt im schlimmstmöglichen Extrem; erwähne einen ihrer Auslöser, und sie verwandelt sich in eine verurteilende kleine Göre.“

## Erkenntnisse
Zo hält die längste ununterbrochene Chatbot-Konversation von Microsoft: 1.229 Runden mit einer Dauer von 9 Stunden und 53 Minuten.

## Beendigung
Zo hat am 1. März 2019 das Posten auf Instagram, Twitter und Facebook und am 7. März 2019 das Chatten auf Twitter DM, Skype und Kik eingestellt. Am 19. Juli 2019 wurde Zo auf Facebook und Samsung auf AT&T-Telefonen eingestellt. Am 7. September 2019 wurde es mit GroupMe eingestellt.